# Сметна палата на Франция
Сметната палата на Франция е с финансови компетенции и упражнява финансов контрол върху публичните финанси във Франция, и в частност следи за законността на публичните сметки (финанси) на държавните и обществени учреждения и институции, както и на публичните предприятия, социалното осигуряване и частните организации подпомагани от държавата. Тя информира Европейския парламент, френското правителство и общественото мнение за редовността на сметките.
Съдът на Сметната палата заседава на плац Камбон в Париж.

## История
Англичаните пленяват по времето на Ричард I Лъвското сърце и Филип II през 1194 г. държавните финансови отчети и отказват да ги върнат. Тогава Филип II решава да направи институция която да води отчетите свързани с фиска, хазната и държавното съкровище.
През 1256 г. е създадена постоянна комисия към краля по финансовите въпроси, а от 1303 г. този сметководен държавен орган е в Париж, помещавайки се в Пале дьо ла Сит, където остава до Великата френска революция.
В края на ХIV век се въвеждат длъжностите председател и прокурори. Още по това време служителите са разделени на такива занимаващи се с отчетите, а съдът е отделен като самостоятелна институция като Кралски съд. .
Със закон от 16 септември 1807 г. е създадена Сметната палата на Франция като държавен орган за унифициран централизиран финансов контрол на публичните сметки (финанси).

## Седалище
Съдът на Сметната палата е със седалище на плац Орсе (Palais d'Orsay) до времето на Парижката комуна през 1871 г., когато сградата му е опожарена от комунарите, след което е временно приютен на плац Роял (Palais-Royal) до 1912 г., когато е преместен за постоянно на улицата пред плац Камбон, в своя сграда, построена според градоустройствения план на Париж.

## Структура
Организационно Сметната палата на Франция има седем департамента в състав от председатели, старши съветници, служители, одитори, докладчици и експерти. Всеки департамент има своя сфера на отговорност. Административният ръководител на съда е и старши председател на Сметната палата. Към всеки департамент е прикрепен по един прокурор подпомаган от генерални адвокати.
Съдът може да привлича вещи лица-експерти по външни договори, което обикновено се налага при държавните одити на големите частни фирми с държавно участие в капитала (като Пежо примерно).